# 莊嚴佛土
莊嚴佛土或庄严国土，佛教術語。莊嚴，指端莊而有威嚴。莊嚴佛土/国土，即是莊嚴世間，指端莊而有威嚴的人人恪守人之本性的世界。《金剛般若波羅蜜經》曰：“莊嚴佛土者。即非莊嚴。是名莊嚴。”